# Bear Lake Township (Manistee County, Michigan)
Bear Lake Township ist ein Township in Manistee County im US-Bundesstaat Michigan. Das U.S. Census Bureau hat bei der Volkszählung 2020 eine Einwohnerzahl von 1831 ermittelt.
Er liegt nahe dem Lake Michigan nördlich des County-Sitzes Manistee. Die größte Siedlung ist Bear Lake mit gut 200 Einwohnern.